# Scott Kelly (astronauta)
Scott Joseph Kelly (Orange, Nueva Jersey, 21 de febrero de 1964) es un astronauta estadounidense de la NASA. También es un aviador naval.
Su hermano gemelo, Mark Kelly, también es astronauta, aunque ya retirado, e igualmente ha viajado a la Estación Espacial Internacional.

## Biografía
Cuando todavía vivía en Nueva Jersey se graduó de la escuela secundaria Mountain High School en 1982, luego continuó sus estudios en la universidad estatal University of New York Maritime College, donde recibió el título de Bachiller de Ciencias en Ingeniería Eléctrica en 1987 y finalmente completó un Master en Ciencias en Sistemas de Aviación en la Universidad de Tennessee en 1996. Desde chico estuvo interesado en ser astronauta, lo que lo llevó al pilotaje de aviones, cuando terminó sus estudios de grado entró a la marina porque creía que era un mejor desafío intentar aterrizar en un objeto en movimiento en el agua, que en tierra. Recibió sus alas de aviador naval el 7 de julio de 1989, donde lo asignaron a un escuadrón de ataque. Luego a principios de los 90s decidió dedicarse a ser piloto experimental para subir el nivel de desafío, hasta finalmente decidir que le gustaría, ahora como adulto, convertirse en astronauta. Luego de una entrevista fue seleccionado por la NASA en abril de 1996, completó todos los entrenamientos requeridos y formalmente quedó como astronauta de la agencia espacial en agosto del mismo año. Su primer vuelo espacial fue en la misión STS-103 en el año 1999 en el cual fue piloto. Fue Comandante en la misión STS-118.
Su hermano Mark está casado desde 2007 con la excongresista demócrata Gabrielle Giffords (1970), tiroteada de extrema gravedad en la matanza de Tucson (Arizona) acaecida el 8 de enero de 2011.

## Misión de un año en el espacio
Scott Kelly comenzó en marzo de 2015 una misión de un año de permanencia en la Estación Espacial Internacional, junto a su colega de la Roscosmos, Mikhail Kornienko, para determinar el impacto biológico, físico, psicológico en los humanos de misiones espaciales de larga duración. El experimento, en el caso de Kelly, incluye a su hermano Mark, quien es sometido a exámenes para averiguar los cambios que sufre uno y otro, en el espacio, y en la superficie terrestre, respectivamente. Scott Kelly llegó a la Estación Espacial el 27 de marzo de 2015, junto al comandante de la nave espacial Rusa Soyuz TMA-16M, Gennady Padalka, y a Kornienko. El sábado 5 de septiembre, Padalka hizo el traspaso de mando de la Estación a Scott Kelly. Padalka regresó a bordo de la Soyuz TMA-16M junto a los tripulantes visitantes Andreas Mogensen de la Agencia Espacial Europea y Aydin Aimbetov de la Agencia Espacial de Kazajistán, quienes estuvieron por solo 8 días en el complejo orbital. Junto a Kelly y Kornienko quedaron en la Estación: Oleg Kononenko, Sergei Volkov (ambos cosmonautas de Roscosmos), Kjell Lindgren (NASA) y Kimiya Yui (JAXA). El 1.º de marzo de 2016 regresó a la tierra luego de 340 días consecutivos en el espacio que incluyeron 5440 órbitas alrededor del planeta tierra, en donde realizó tres caminatas espaciales fuera de la Estación Espacial Internacional.

## Distinciones y honores
Distinciones listadas por su biografía en la NASAː
- Dos medallas de Defense Superior Service.
- Distinción Legion of Merit.
- Distinción Flying Cross.
- Medalla de Navy Commendation.
- Medalla Navy Achievement.
- Dos distinciones Navy Unit Commendations.
- Medalla National Defense Service.
- Medalla Southwest Asia Service.
- Medalla Kuwait Liberation.
- Medalla Service Deployment Ribbon.
- Medalla NASA Distinguished Service.
- Medalla NASA Exceptional Service.
- Medalla NASA Outstanding Leadership.
- Tres medallas NASA Space Flight.
- Medalla de la Federación Rusa al mérito en la Exploración Espacial.
- Diploma Korolev de la Federation Aeronautique Internationale en 1999.
- Doctorado Honorario en Ciencias por la State University of New York en 2008.